# Bodens tingslag
Bodens tingslag var ett tingslag i Norrbottens län i Norrbotten som ingick i Bodens domsaga. Tingsställen var Boden.
Tingslaget bildades 1969 genom en ombildning och namnändring av Luleå tingslag, då samtidigt som Nederluleå landskommun uppgick i Luleå stad. Tingslaget upphörde 1971 då verksamheten överfördes till Bodens tingsrätt. 

## Ingående delar
- Överluleå landskommun
- Edefors landskommun
- Bodens stad